# Oderadivka, Șumsk
Oderadivka (în ucraineană Одерадівка) este un sat în comuna Tîleavka din raionul Șumsk, regiunea Ternopil, Ucraina.

## Demografie
Componența lingvistică a localității Oderadivka
     Ucraineană (98,9%)
     Rusă (1,1%)
Conform recensământului din 2001, majoritatea populației localității Oderadivka era vorbitoare de ucraineană (98,9%), existând în minoritate și vorbitori de rusă (1,1%).